# Aitor Luna
Aitor González Luna, més conegut com a Aitor Luna (Bergara, Guipúscoa, 18 de setembre de 1981) és un actor espanyol de cinema, teatre i televisió. Es va donar a conèixer a Los hombres de Paco (Antena 3, 2005-2010) com l'inspector Gonzalo Montoya. És el germà gran del també actor Yon González. Al 2021 va rodar el curtmetratge amb el director català, Rubén Sánchez.

## Trajectòria

### Televisió
| Any         | Títol                               | Personatge              | Canal     | Episodis     |
| ----------- | ----------------------------------- | ----------------------- | --------- | ------------ |
| 2005 - 2009 | Los hombres de Paco                 | Gonzalo Montoya         | Antena 3  | 104 episodis |
| 2009        | La ira                              | Miguel Rosales          | Telecinco | 2 episodis   |
| 2009        | Días sin luz                        | Periodista              | Antena 3  | 1 episodi    |
| 2010 - 2013 | Gran reserva                        | Raúl Cortázar           | La 1      | 32 episodis  |
| 2012        | La fuga                             | Daniel Ochoa            | Telecinco | 12 episodis  |
| 2013        | Las aventuras del capitán Alatriste | Diego Alatriste         | Telecinco | 13 episodis  |
| 2014        | Cuéntame un cuento                  | Iván Dorado "La bestia" | Antena 3  | 1 episodi    |
| 2016        | Velvet                              | Humberto Santamaría     | Antena 3  | 7 episodis   |
| 2017        | Velvet Colección                    | Humberto Santamaría     | #0        | 2 episodis   |
| 2018        | La catedral del mar                 | Arnau Estanyol          | Antena 3  | 6 episodis   |
| 2019        | La reina del sur                    | Pedro                   | Telemundo | 3 episodis   |
| 2020        | Valeria                             | Sergio                  | Netflix   | 4 episodis   |

### Teatre
| Any  | Obra                                                   | Director                    | Personatge       |
| ---- | ------------------------------------------------------ | --------------------------- | ---------------- |
| 2018 | La vida a palos                                        | Carlota Ferrer              | ?                |
| 2016 | Alejandro Magno                                        | Luis Luque                  | Poros            |
| 2013 | Sagrado Corazón 45. (Función en La Casa de la portera) | Eduardo Mayo i José Padilla | Alejandro Moyano |
| 2009 | Medea                                                  | Tomaz Pandur                | Argonauta        |
| 2009 | Hamlet                                                 | Tomaz Pandur                | Guildenstern     |
| 2008 | Miles Gloriosus                                        | Juan José Alfonso           | Almíbaro         |

### Curtmetratges
| Any  | Curtmetratge                       | Director                                    | Personatge |
| ---- | ---------------------------------- | ------------------------------------------- | ---------- |
| 2020 | Lamento                            | Rubén Sánchez                               | policía    |
| 2018 | Proyecto tiempo. Parte 1: La llave | Isabel Coixet                               | Roberto    |
| 2016 | Ciclos                             | Iker Franco                                 | -          |
| 2011 | ¿Lo quieres saber?                 | Pedro Moreno del Oso                        | Bruno      |
| 2009 | Martes por la mañana               | Cheli Sánchez                               | Pedro      |
| 2009 | Paco                               | Jorge Roelas                                | Paco 2     |
| 2009 | Enjoy                              | Miguel Ángel San Antonio-Fernando Vallarino | -          |
| 2001 | Paula y La Luna                    | IMVAL                                       | Javi       |
| 2001 | Proyecto Perfecto                  | IMVAL                                       | -          |

## Premis i candidatures
Premis de la Unión de Actores
| Any  | Categoria                           | Treball      | Resultat  |
| ---- | ----------------------------------- | ------------ | --------- |
| 2010 | Millor actor secundari de televisió | Gran Reserva | Guanyador |